# Jesse May
Jesse „The Voice of Poker“ May (* 28. Juli 1980 in Des Moines, Iowa) ist ein US-amerikanischer Pokerspieler und -kommentator.

## Leben
May wuchs in Madison, New Jersey auf, wo er beim Spielen mit Freunden zum ersten Mal mit dem Pokerspiel in Kontakt trat. 1988 begann er ein Studium an der University of Chicago, brach dieses aber ab, da sich die Unterrichtszeiten mit seinen Aktivitäten in der Pokerszene überschnitten, in welcher er sich sechs Jahre lang als Spieler bewegte.
Bedingt durch die positiven Reaktionen auf seine Tätigkeit als Kommentator der Sendung Late Night Poker wurde ihm in Folge die Möglichkeit gegeben, weiterhin Turniere wie William Hill Poker Grand Prix, PartyPoker.com Football & Poker Legends Cup, 888.com Poker Nations Cup, Poker Million, Victor Chandler Poker Cup, Celebrity Poker Club, und The Poker Show zu kommentieren, oft in Zusammenarbeit mit Padraig Parkinson.
2006 unterschrieb May einen exklusiven Vertrag mit Matchroom Sport für die Präsentation von Pokersendungen.
Jesse May ist verheiratet und lebt zurzeit in Dänemark.

## Trivia
- May trat in einer Sendung der ersten Staffel der Sendereihe Late Night Poker unter dem Pseudonym Mickey Dane auf; Mickey Dane ist eigentlich der Name des Protagonisten seines Pokerromans Shut Up and Deal (ISBN 1-901982-56-4).